# The Heart Throbs
The Heart Throbs was een Britse indierockband uit Reading. Ze brachten drie albums uit bij het One Little Indian-label, voordat ze in 1993 uit elkaar gingen.

## Bezetting
Errste bezetting
- Rose Carlotti (leadzang, gitaar)
- Rachel DeFreitas (basgitaar, achtergrondzang, tot 1991)
- Mark Side (drums, tot 1991)
- Stephen Ward (gitaar)

Voormalige leden
- Alan Borgia (gitaar, 1988-1993)
- Noko (basgitaar, 1991-1992)
- Steve Monti (drums, 1991-1992)
- Colleen Browne (basgitaar, 1992-1993)
- Steve Beswick (drums, 1993)

## Geschiedenis
The Heart Throbs werden opgericht in 1986, aanvankelijk door Rose Carlotti en Stephen Ward, beide studenten, die Rose's zus Rachel DeFreitas en Mark Side rekruteerden. Rose en Rachel zijn zussen van wijlen Echo & the Bunnymen-drummer Pete DeFreitas. De band bracht medio 1987 hun eerste single uit op het label In-Tape van Marc Riley. Ze werden vervolgens gecontracteerd door Rough Trade Records, voor wie ze twee singles uitgaven, beide hits in de Britse Independent Chart. Na nog twee singles bij hun eigen label Profumo (een verwijzing naar John Profumo), werden The Heart Throbs gecontracteerd door het Britse label One Little Indian Records. Gitarist Alan Barclay oftewel Alan Borgia trad op dit moment toe, waardoor de oorspronkelijke gitarist Ward de keyboards kon overnemen. Hun eerste album Cleopatra Grip werd in de Verenigde Staten gedistribueerd door Elektra Records, waarna ze werden gecontracteerd door A&M Records, die Jubilee Twist in de Verenigde Staten uitbracht. Na tegenvallende verkopen koos A&M er echter voor om hun derde en laatste album Vertical Smile niet te distribueren. Het eerste en derde album zijn genoemd naar eufemismen voor vrouwelijke geslachtsorganen, terwijl de Jubilee Twist een vechttechniek is om de mannelijke geslachtsorganen aan te vallen.
De single Dreamtime van The Heart Throbs bereikte een piekpositie van #2 in de Billboard Modern Rock Tracks hitlijst in 1990 en hun single She's in a Trance bereikte #21 in hetzelfde jaar. Na de Cleopatra Grip tournee verliet de ritmesectie de band en werd vervangen door Norman Fisher-Jones, alias Noko (ex-Luxuria) op bas en Steve Monti (ex-The Blockheads) op drums. Bij het derde album was de band overgestapt op een derde ritmesectie van Colleen Browne op bas (voorheen van de Parachute Men, die later bij Pale Saints kwam) en Steve Beswick op drums. Nadat The Heart Throbs in 1993 uit elkaar gingen, vormden Rose Carlotti en Steve Beswick de band Angora, die vervolgens hun naam veranderde in Tom Patrol, voordat ze uiteindelijk uit elkaar gingen.

## Discografie

### Albums
- 1990: Cleopatra Grip, One Little Indian/Elektra
- 1992: Jubilee Twist, One Little Indian/A&M
- 1993: Vertical Smile, One Little Indian

### Singles en ep's
- 1987: "Toy", In Tape
- 1988: "Bang", Rough Trade
- 1988: "Too Many Shadows", Rough Trade
- 1988: "Here I Hide", Profumo
- 1989: "Blood from a Stone", Profumo
- 1990: "I Wonder Why", One Little Indian
- 1990: "Dreamtime", One Little Indian
- 1991: "Total Abandon EP", One Little Indian
- 1992: "Hooligan", One Little Indian
- 1992: "Spongy Thing EP", One Little Indian
- 1992: "She's in a Trance-Mutations EP", One Little Indian
- 1992: "She's in a Trance", One Little Indian
- 1993: "Worser", One Little Indian